# Culumana proba
Culumana proba är en insektsart som beskrevs av Delong 1984. Culumana proba ingår i släktet Culumana, och familjen dvärgstritar. Inga underarter finns listade i Catalogue of Life.